# 阿珀尔河畔尼德豪森
阿珀尔河畔尼德豪森是德国莱茵兰-普法尔茨州的一个市镇。总面积5.46平方公里，总人口231人，其中男性122人，女性109人（2011年12月31日），人口密度42人/平方公里。